# اتحادیه کاتولیک (فرانسه)
اتحاد کاتولیک (فرانسوی: Ligue catholique‎) یا اتحاد مقدس از بازیگران عمده جنگ‌های مذهبی فرانسه بود. حزب به‌محض تأسیس فوراً شروع به فشار بر آنری سوم کرد. در مواجهه با این مخالفت رو به رشد (به خاطر آنکه وارث تخت فرانسوی، آنری، پادشاه ناوار، پروتستان و رهبر اوگنوها بود، مخالفت شد) او صلح لا آرچل را لغو کرد، پروتستانتیسم دوباره جرم انگاری شد و این امر آغاز فصل جدیدی در جنگهای دینی فرانسه بود. با این حال، آنری نیز شاهد خطر دوک گیز بود که قدرت بیشتری به دست آورد. نهایتاً پادشاه آنری سوم مجبور به فرار از پاریس شد، که منجر به تبدیل آنری، دوک گیز به حاکم واقعی فرانسه شد. پادشاه تصمیم گرفت تا برای اولین بار حمله کند. در ۲۳ دسامبر ۱۵۸۸، دوک وقتی برای ملاقات با آنری سوم میرفت در شاتوی سلطنتی بلوآ و ۲۴ دسامبر برادرش لوئی دوم توسط نگهبانان آنری سوم ترور شدند و پسر دوک در باستیل زندانی شد.
با این حال، این حرکت کمی برای تقویت قدرت پادشاه بود و در نتیجه شاه پیروان خود را از دست داد. در نتیجه، پادشاه از پاریس فرار کرد و به آنری دو ناوار، وفادار کالوینیست تاج و تخت، پیوست. سپس هر دو با ایجاد یک ارتش پاریس را محاصره کردند. در ۱ آگوست ۱۵۸۹، زمانی که دو آنری شهر را محاصره کرده و برای تجاوز نهایی خود آماده شده بودند، ژاک کلمان، از وابستگان اتحادیه کاتولیک به عنوان یک کشیش لباس پوشید و شاه را ترور کرد. این تلاشی برای انتقام ترور دوک گیز و برادرش بود. پادشاه به هنگام مرگ، از آنری ناوار خواست که به آیین کاتولیک بگرود زیرا این امر تنها راه جلوگیری از خونریزی بیشتر بود.